# Татьяновка (Краснодарский край)
Татья́новка — село в Лазаревском районе муниципального образования «город-курорт» Сочи Краснодарского края. Входит в состав Кировского сельского округа.

## География
Селение расположено в северной части Большого Сочи, по обоим берегам реки Псезуапсе. Находится в 12 км к востоку от посёлка Лазаревское, в 80 км к северо-западу от Центрального Сочи и в 237 км к югу от города Краснодар (по дороге).
Граничит с землями населённых пунктов — Алексеевское на юго-западе и Тхагапш на северо-востоке.
Татьяновка расположена в предгорной зоне Причерноморского побережья. Рельеф местности в основном холмистый с ярко выраженными колебаниями относительных высот. Средние высоты на территории села составляют около 443 метра над уровнем моря. К северу от села расположена гора Арош (636 м).
На территории селения развиты серо-лесные почвы с плодородным горным чернозёмом, благодаря которому в селе хорошо произрастают различные субтропические культуры. Сам населённый пункт окружён густым смешанным лесом.
Гидрографическая сеть представлена бассейном реки Псезуапсе. В пределах селения в Псезуапсе несут свои воды три притока слева и один приток справа.
Климат на территории села влажный субтропический. Среднегодовая температура воздуха составляет около +13,5°С, со средними температурами июля около +24,0°С, и средними температурами января около +6,0°С. Среднегодовое количество осадков составляет около 1400 мм. Основная часть осадков выпадает в зимний период.

## История
Посёлок Татьяновка впервые упоминается на карте Военно-Топографического управления, изданной в 1905 году. Тогда в селении проживало 16 дворов русских переселенцев.
По ревизии на 1 января 1917 года селение Татьяновка числилось в составе Туапсинского округа Черноморской губернии. С 26 апреля 1923 года село входило в состав Лазаревской волости Туапсинского района Северо-Кавказского края.
В 1934 году село передан в состав Шапсугского района Азово-Черноморского края. В 1945 году Шапсугский район был реорганизован и переименован в Лазаревский район.
С 26 декабря 1962 года по 12 января 1965 года село Татьяновка числилось в составе Туапсинского района.
Затем передан в состав Кировского сельского совета Лазаревского внутригородского района города-курорта Сочи.

## Население
| 2002 | 2010 |
| ---- | ---- |
| 24   | ↘23  |

Национальный состав
По данным Всероссийской переписи населения 2010 года:
| Народ   | Численность, чел. | Доля от всего населения, % |
| ------- | ----------------- | -------------------------- |
| русские | 21                | 91,3 %                     |
| другие  | 2                 | 8,7 %                      |
| всего   | 23                | 100 %                      |

## Инфраструктура
В селе слабо развита инфраструктура. Ближайшие объекты социальной инфраструктуры (больница, школа, детский сад и др.) расположены в посёлке Лазаревское.

## Экономика
Основную роль в экономике села играют садоводство и пчеловодство. Выше в горах расположены несколько пасечных хозяйств. Также в пределах села на левом берегу реки Псезуапсе, функционируют садоводческие некоммерческие товарищества — «Родники» и «Дружба».
Также в верховьях реки сохранились остатки заброшенных после Кавказской войны адыгских садов, которые ныне получили название — Старые Черкесские сады.

## Улицы
В селе всего одна улица — Татьяновская.